# Казальбуттано-эд-Унити
Казальбутта́но-эд-Уни́ти (итал. Casalbuttano ed Uniti) — коммуна в Италии, располагается в регионе Ломбардия, подчиняется административному центру Кремона.
Население составляет 4093 человека, плотность населения составляет 178 чел./км². Занимает площадь 23 км². Почтовый индекс — 26011. Телефонный код — 0374.
Покровителем коммуны почитается святой Георгий.